# Szaniec (gmina)
Szaniec – dawna gmina wiejska istniejąca do 1954 roku w woj. kieleckim. Nazwa gminy pochodzi od wsi Szaniec, będącej siedzibą gminy do 1867 r. do czasu przeprowadzenia nowego podziału administracyjnego Królestwa Polskiego, na mocy którego siedzibę władz gminy przeniesiono do osady Wygoda Kozińska. 
W okresie międzywojennym gmina Szaniec należała do powiatu stopnickiego w woj. kieleckim. Po wojnie gmina zachowała przynależność administracyjną. 12 marca 1948 roku zmieniono nazwę powiatu stopnickiego na buski. Według stanu z dnia 1 lipca 1952 roku gmina składała się z 14 gromad: Borzykowa, Galów, Kameduły, Kostera, Kotki, Mikułowice, Młyny, Podgaje, Skorzów, Słabkowice, Służów, Szaniec, Widuchowa i Wygoda Kozińska.
Jednostka została zniesiona 29 września 1954 roku wraz z reformą wprowadzającą gromady w miejsce gmin. Po reaktywowaniu gmin z dniem 1 stycznia 1973 roku gminy Szaniec nie przywrócono, a jej dawny obszar wszedł głównie w skład gminy Busko-Zdrój.